# Diaphorus setosus
Diaphorus setosus är en tvåvingeart som beskrevs av White 1916. Diaphorus setosus ingår i släktet Diaphorus och familjen styltflugor. Inga underarter finns listade i Catalogue of Life.